# Фрасинета (Арецо)
Фрасинета је насеље у Италији у округу Арецо, региону Тоскана.
Према процени из 2011. у насељу је живело 12 становника. Насеље се налази на надморској висини од 862 м.